# Son Jun-ho (Fußballspieler)
Son Jun-ho (kor. 손준호; * 12. Mai 1992 in Yeongdeok) ist ein südkoreanischer Fußballspieler.

## Karriere

### Verein
Son Jun-ho erlernte das Fußballspielen in der Jugendmannschaft der Pohang Steelers sowie in der Universitätsmannschaft der Youngnam University. Seinen ersten Vertrag unterschrieb er 2014 bei seinem Jugendverein Pohang Steelers. Der Verein aus Pohang spielte in der ersten Liga, der K League 1. Nach 99 Erstligaspielen für die Steelers wechselte er 2018 zum Ligakonkurrenten Jeonbuk Hyundai Motors nach Jeonju. 2018, 2019 und 2020 feierte er mit Jeonbuk die südkoreanische Meisterschaft. Den Korean FA Cup gewann er mit Jeonbuk 2020. Aus beiden Endspielen ging man als Sieger gegen Ulsan Hyundai hervor. Für Jeonbuk absolvierte er 86 Erstligaspiele. Am Ende der Saison 2020 wurde er zum Spieler der Saison gewählt. Im Januar 2021 zog es ihn nach China. Hier unterschrieb er einen Vertrag bei Shandong Luneng Taishan. Der Klub aus Jinan spielte in der ersten chinesischen Liga, der Chinese Super League. Nach kurzer Vereinslosigkeit spielte er im Jahr 2024 für den Suwon FC, wurde dort aber wegen Vorwürfen der Spielmanipulation in China entlassen.

### Nationalmannschaft
Son Jun-ho nahm 2014 mit der U23-Nationalmannschaft an den Asienspielen im eigenen Land teil. Hier gewann er mit der Mannschaft die Goldmedaille. Seit 2018 spielt er für die südkoreanische Nationalmannschaft. Sein Länderspieldebüt gab er am 27. Januar 2018 in einem Freundschaftsspiel gegen Moldawien. 2019 gewann er im eigenen Land mit der Mannschaft die Ostasienmeisterschaft.

## Erfolge

### Verein
Jeonbuk Hyundai Motors
- K League 1: 2018, 2019, 2020
- Korean FA Cup: 2020

Shandong Taishan
- Chinese Super League: 2021
- Chinese FA Cup: 2022

### Nationalmannschaft
Südkorea U23
- Asienspiele: 2014

Südkorea
- Ostasienmeisterschaft: 2019

## Auszeichnungen
K League 1
- Spieler der Saison: 2020